# 仙湖植物園
仙湖植物園（せんこしょくぶつえん）は、中華人民共和国広東省深圳市羅湖区にある自然公園である。面積は約546ヘクタール。

## 歴史
1983年に開設された。
1988年、国内外観光客に一般公開される。
2007年、中華人民共和国国家観光局は仙湖植物園をAAAA級観光景区に認定した。
2008年、中華人民共和国住宅都市農村建設部は仙湖植物園を国家重点公園に認定した。

## 公園施設
- ソテツ保存中心
- 木蘭園
- 珍稀樹木園
- 棕櫚園
- 竹区
- 萌生植物区
- 沙漠植物区
- 百果園
- 水生植物園
- 桃花園
- 裸子植物区
- 盆景園

## 周辺の施設
- 仙湖
- 弘法寺

## 交通アクセス
- 382路、363路、220路、202路公交車 — 仙湖植物園駅
- N15路、27路、113路、K113路、214路、311路、336路、363路、381路、382路、M468路 — 羅湖外国語学校駅

## ギャラリー
- ヤシ（椰子）。
- 弘法寺山門殿
- ガジュマル（榕樹）。
- 草地。